# Hans Seidl (Komponist)
Hans Seidl (* 24. Mai 1907 in München; † 26. Dezember 1973 in Sauerlach) war ein deutscher Komponist, Musiker und Volksliedsammler.

## Leben und Wirken
Bereits im Alter von neun Jahren sammelte Seidl erste musikalische Erfahrungen. Neben seinem späteren Hauptinstrument, der Klarinette, spielte der vielseitig begabte Seidl auf der Trompete, Harmonika, Konzertina, Gitarre sowie dem chromatischen Hackbrett. Mithin war er als versierter Musiker in zahlreichen Blaskapellen aktiv, die er oft als Kapellmeister und Dirigent leitete. Neben seiner aktiven Tätigkeit als Musiker begann er bereits als Vierzehnjähriger, altbayerische Tanzmusikweisen zu sammeln.
Im Zuge der Wiederbelebung bayerischer Volksmusik unter dem Einfluss von Emanuel Kiem, genannt Kiem Pauli, kam Seidl mit der alpenländischen Volkslied- bzw. Volksmusik-Sammlung in Berührung. Zudem ebnete ihm Kiem den Weg zum Bayerischen Rundfunk, wo er zunächst als freier Mitarbeiter tätig war und schließlich von Oktober 1949 bis Juni 1959 die Leitung der Abteilung Volksmusik übernahm. Den Rundfunk begriff Seidl als „Retter und Bewahrer des Volkslieds“: Er stellte seine Sendungen explizit in die Tradition der von Ludwig Thoma, Karl Alexander von Müller und den Wittelsbachern maßgeblich unterstützten Forschung von Kiem, der des Münchner Musikwissenschaftlers Kurt Huber sowie des in der Zeitschrift „Das deutsche Volkslied“ propagierten Volksliedbegriffs des Österreichers Josef Pommer.
Sodann zeichnete Seidl maßgeblich für den Aufbau des heute wohl größten Volkslied- und Volksmusik-Archivs einer deutschen Rundfunkanstalt verantwortlich. Durch die von ihm forcierte systematische Produktion von Tonbandaufnahmen entstanden zahlreiche Aufnahmen alpenländischer Drei- und Viergesangsgruppen. Ab etwa 1955 standen überwiegend Aufnahmen instrumentaler Blasmusik und Stubenmusik im Fokus seines Schaffens. Durch gezielte Selektion und Bearbeitung der Tonbandaufnahmen in den Sendungen des Bayerischen Rundfunks hatte Seidl einen wesentlichen Einfluss auf die öffentliche Wahrnehmung bayerischer Volksmusik: Zumeist erhielten die Musikgruppen das von Seidl vorbereitete Liedgut, das sie sodann für die Aufnahme einstudierten. Hans Seidl gelang es dadurch, regelmäßige Sendungen zu festen Sendezeiten im Programm zu platzieren und dadurch Hörer zu binden. Diese Art der Volksmusikpflege und -arbeit rief jedoch auch Kritiker wie Willy Spilling auf den Plan, die jeden eigenaktiven Eingriff in die Musikentwicklung, insbesondere durch ein Massenmedium, als bedenklich ablehnten.
Aus der Tätigkeit beim Bayerischen Rundfunk wurde Seidl am 9. Juni 1959 allerdings fristlos entlassen. Er hatte sich zu Unrecht als Arrangeur und Komponist zahlreicher Volksweisen ausgegeben und dafür von der GEMA Tantiemen in beträchtlicher Höhe kassiert. Das Landgericht München verurteilte ihn daraufhin 1964 zu einer Freiheitsstrafe von einem Jahr und einer Geldstrafe in Höhe von 600 DM. Sein Nachfolger als Leiter der Abteilung Volksmusik wurde der Österreicher Karl List.
Seidl wirkte als Herausgeber unterschiedlicher Volkslied- und Tanzmusik-Editionen sowie als Bearbeiter und Komponist zahlreicher Volksweisen und einer Alpenländischen Volksmesse. Seinen Lebensabend verbrachte Seidl in Sauerlach, wo er nach längerer Krankheit im Jahr 1973 verstarb. Die „Sammlung Hans Seidl“, u. a. aus handschriftlichen Notenbüchern, Liedtexten und Instrumentalstücken bestehend, umfasst etwa 12.000 Melodien, namentlich zahlreiche Landler, und befindet sich im Volksmusikarchiv des Bezirks Oberbayern.

## Trivia
Der Bayerische Rundfunk verwendete eine Interpretation des Volksliedes „Solang der alte Peter“ mit Else Günther an der Harfe und Hans Seidl am Hackbrett als Pausenzeichen. Als Jingle ist diese Version noch jeweils zur vollen Stunde auf dem Hörfunksender BR Heimat zu hören.

## Publikationen (Auswahl)
- Oberpfälzische Volkslieder, München 1957.
- Gesungene Zwiefache aus der Oberpfalz, München 1957.
- Des Dackels Philosophie, München 1957.
- Wir sitzen beim Faß, München 1957.
- Mizzerl, hörst Du die Geigen, München 1957.
- Annerl, komm' her und schenk' ein, München 1958.
- Ich trink gern das Weinderl, München 1958.
- Niederbayerische Volkstänze, München 1958.
- Tanzweisen aus der Oberpfalz, München 1959.
- zus. mit Annette Thoma, Deutsche Bauernmesse. Alte Lieder und Weisen aus dem Bayerisch-österreichischen Alpenland, München 1959.
- Rundfunk – Retter und Bewahrer des Volkslieds, Bayerland 1962.
- Alpenländische Volksmesse, Gauting, 1970.
- zus. mit Ludwig Thoma, Gesänge zur Heiligen Nacht für Dreigesang, Hackbrett, Zither, Gitarre oder andere Melodie-Instrumente, München 1975.
- König Ludwig II.: Lieder und Weisen, Gauting 1977.
- Deutsche Volksmesse, Hamburg 1978.